# Vicky Krieps
Vicky Krieps (Luxemburg, 4 oktober 1983) is een Luxemburgse actrice. Ze speelde in meerdere Luxemburgse, Duitse en Franse producties. Ze speelde een hoofdrol in de Academy Award-winnende film Phantom Thread.

## Vroege leven
Krieps werd geboren in Luxemburg, als dochter van een Luxemburgse vader, die een filmdistributiebedrijf leidde, en een Duitse moeder. Ze is de kleindochter van de Luxemburgse politicus en lid van het Luxemburgse verzet tijdens de oorlog, Robert Krieps. Krieps deed haar eerste acteerervaringen op aan het Lycée de garçons, een middelbare school in Luxemburg, en volgde ook een opleiding aan het Conservatorium van de stad Luxemburg. In 2004 was ze er nog lang niet van overtuigd dat een acteercarrière haar toekomst zou zijn. In plaats van zich in te schrijven voor een van de toneelscholen, nam ze deel aan een sociaal project op de basisschool van een Zuid-Afrikaans stadje nabij Knysna. Dit bevestigde haar besluit om acteren te studeren, met als doel op te treden op theaterpodia. Ze schreef zich in aan de Zurich University of the Arts (Zürcher Hochschule der Künste) terwijl ze acteerervaring opdeed in het theater van Zürich (Schauspielhaus Zürich).

## Carrière
Krieps speelde talloze rollen in Luxemburgse producties en Luxemburgs-buitenlandse coproducties voordat ze steeds belangrijkere rollen op zich nam in buitenlandse producties, zoals Hanna (2011), de biopic Rommel (2013), Before the Winter Chill (2013) en de speelfilm Elly Beinhorn - Alleinflug, een biopic over de Duitse luchtvaartpionier Elly Beinhorn. In 2017 had ze haar eerste Engelstalige hoofdrol, tegenover Daniel Day-Lewis in Phantom Thread. Dan Jolin van Empire had lovende kritieken over haar vertolking van Alma Elson en verklaarde dat Krieps "haar mannetje kan staan tegenover een titaan als Day-Lewis", terwijl David Edelstein van Vulture schreef dat ze "betoverend helder is, haar gezicht net maskerachtig genoeg om ons plotselinge besef van al haar duistere gedachten een schok te geven".
Krieps speelde mee in de vervolgfilm The Girl in the Spider's Web (2018) waarin ze Erika Berger speelde, de uitgever van het fictieve tijdschrift Millennium. In hetzelfde jaar speelde Krieps de moreel gecompromitteerde tolk Simone Strasser in de oorlogstelevisieserie Das Boot.

## Persoonlijk leven
Krieps woont in Berlijn. Ze heeft een relatie met de Duitse acteur Jonas Laux. Ze hebben samen een dochter, Elisa (geboren in 2011) en een zoon, Jan-Noah (geboren in 2015).

## Filmografie
| Jaar      | Titel                                           | Rol                              | Notities                    |
| --------- | ----------------------------------------------- | -------------------------------- | --------------------------- |
| 2008      | La nuit passée                                  | Christina                        |                             |
| 2009      | X on a Map                                      | Ana                              |                             |
| 2009      | House of Boys                                   | Verkoopster in bloemenwinkel     |                             |
| 2011      | Anonymous                                       | Bessie Vavasour                  |                             |
| 2011      | If Not Us, Who?                                 | Dörte                            |                             |
| 2011      | Hanna                                           | Johanna Zadek                    |                             |
| 2011      | Tatort: Eine bessere Welt                       | Mariam Sert                      | Crime scene: A Better World |
| 2012      | D'Belle Époque                                  | Belle                            |                             |
| 2012      | Formentera                                      | Mara                             |                             |
| 2012      | Measuring the World                             | Johanna Gauß                     |                             |
| 2012      | The Treasure Knights and the Secret of Melusina | Marie                            |                             |
| 2012      | Rommel                                          | Gravin de La Rochefoucauld       |                             |
| 2012      | Two Lives                                       | Kathrin Lehnhaber                |                             |
| 2013      | Möbius                                          | Olga                             |                             |
| 2013      | Before the Winter Chill                         | Caroline                         |                             |
| 2014      | Elly Beinhorn – Alleinflug                      | Elly Beinhorn                    | Elly Beinhorn – solo flight |
| 2014      | A Most Wanted Man                               | Niki                             |                             |
| 2014      | Das Zeugenhaus                                  | Marie-Claude Vaillant-Couturier  | The Witness House           |
| 2014      | The Chambermaid Lynn                            | Lynn                             |                             |
| 2015      | Colonia                                         | Ursel                            |                             |
| 2015      | Tag der Wahrheit                                | Ursel                            | Day of Truth                |
| 2015      | Mon cher petit village                          | Elisabeth                        |                             |
| 2015      | Pitter Patter Goes My Heart                     | Lisa                             |                             |
| 2016      | Was hat uns bloß so ruiniert                    | Stella                           | We Used to Be Cool          |
| 2017      | The Young Karl Marx                             | Jenny von Westphalen             |                             |
| 2017      | Phantom Thread                                  | Alma Elson                       |                             |
| 2017      | Gutland                                         | Lucy Loschetter                  |                             |
| 2018      | The Girl in the Spider's Web                    | Erika Berger                     |                             |
| 2018+2020 | Das Boot                                        | Simone Strasser                  | televisieserie              |
| 2019      | The Last Vermeer                                | Minna Holberg                    |                             |
| 2020      | Bergman Island                                  | Chris                            |                             |
| 2020      | Serre-moi fort                                  | La mère                          |                             |
| 2021      | Old                                             | Prisca                           |                             |
| 2021      | Beckett                                         | Lena                             |                             |
| 2021      | The Survivor                                    | Miriam Wofsoniker                |                             |
| 2022      | Corsage                                         | Elisabeth "Sisi" von Wittelsbach |                             |
| 2022      | Plus que jamais                                 | Hélène                           |                             |
| 2023      | Les Trois Mousquetaires: D'Artagnan             | Anne d'Autriche                  |                             |
| 2023      | Les Trois Mousquetaires: Milady                 | Anne d'Autriche                  |                             |
| 2023      | Ingeborg Bachmann – Journey into the Desert     | Ingeborg Bachmann                |                             |
| 2023      | The Dead Don't Hurt                             | Vivienne Le Coudy                |                             |

## Prijzen en nominaties
| Jaar | Prijs                                          | Categorie                                   | Ontvanger      | Resultaat |
| ---- | ---------------------------------------------- | ------------------------------------------- | -------------- | --------- |
| 2008 | Budapest Short Film Festival                   | Best Youngster Award                        | La nuit passée | Gewonnen  |
| 2012 | Lëtzebuerger Filmpräis (Luxembourg Film Award) | Prix du jeune espoir (Young Newcomer Award) |                | Gewonnen  |

- Gemeinsame Normdatei: 1049455711
- International Standard Name Identifier: 0000 0001 3329 7654
- Library of Congress Control Number: no2014058598
- Nationale Bibliotheek van Tsjechië: pna20191048535
- Nationale Bibliotheek van Israël: 987007398739705171
- Système universitaire de documentation: 168686309
- Virtual International Authority File: 299693222
- WorldCat: E39PBJwxPvhHH3MDdJ8phtjpyd